# Kalen Damessi
Kalen Damessi (ur. 28 marca 1990 w Tuluzie) – togijski piłkarz grający na pozycji napastnika. Ma także obywatelstwo francuskie. Gra obecnie we francuskim US Concarneau.

## Kariera klubowa
Pierwszym klubem Damessi był w 2007 francuski Toulouse B. Po nieudanej próbie dostania się do pierwszego zespołu tej drużyny, zdecydował się na przejście do drużyny z niższej ligi, Jura Sud. Po roku gry w tym klubie przeniósł się do drugiego zespołu Lille OSC.

## Kariera reprezentacyjna
Damessi w reprezentacji Togo zadebiutował w 2012. W siedmiu meczach strzelił jedną bramkę. Dostał powołanie na Puchar Narodów Afryki 2013.